# Фудбалска репрезентација Парагваја
Фудбалска репрезентација Парагваја је национална фудбалска екипа Парагваја под контролом Фудбалског савеза Парагваја. Репрезентација је успела три пута да се квалификује у други кру на Светским првенствима 1986, 1998, 2002, али никад није отишао даље.
Парагвај је тријумфовао у Америчком купу 1953. и 1979.
На фудбалском турниру на Олимпијским играма 2004. у Атини освојили су сребрену медаљу јер су у финалу изгубили од Аргентине са 1 : 0.

## Резултати репрезентације

### Светско првенство
| Година         | Коло                  | Позиција              | ИГ                    | П                     | Н                     | И                     | ГД                    | ГП                    |
| -------------- | --------------------- | --------------------- | --------------------- | --------------------- | --------------------- | --------------------- | --------------------- | --------------------- |
| 1930.          | 1. коло               | 9                     | 2                     | 1                     | 0                     | 1                     | 1                     | 2                     |
| 1934.          | Није учествовала      | Није учествовала      | Није учествовала      | Није учествовала      | Није учествовала      | Није учествовала      | Није учествовала      | Није учествовала      |
| 1938.          | Није учествовала      | Није учествовала      | Није учествовала      | Није учествовала      | Није учествовала      | Није учествовала      | Није учествовала      | Није учествовала      |
| 1950.          | 1. коло               | 11                    | 2                     | 0                     | 1                     | 1                     | 2                     | 4                     |
| 1954.          | Није се квалификовала | Није се квалификовала | Није се квалификовала | Није се квалификовала | Није се квалификовала | Није се квалификовала | Није се квалификовала | Није се квалификовала |
| 1958.          | 1. коло               | 12                    | 3                     | 1                     | 1                     | 1                     | 9                     | 12                    |
| 1962. до 1982. | Није се квалификовала | Није се квалификовала | Није се квалификовала | Није се квалификовала | Није се квалификовала | Није се квалификовала | Није се квалификовала | Није се квалификовала |
| 1986.          | Осмина финала         | 13                    | 4                     | 1                     | 2                     | 1                     | 4                     | 6                     |
| 1990.          | Није се квалификовала | Није се квалификовала | Није се квалификовала | Није се квалификовала | Није се квалификовала | Није се квалификовала | Није се квалификовала | Није се квалификовала |
| 1994.          | Није се квалификовала | Није се квалификовала | Није се квалификовала | Није се квалификовала | Није се квалификовала | Није се квалификовала | Није се квалификовала | Није се квалификовала |
| 1998.          | Осмина финала         | 14                    | 4                     | 1                     | 2                     | 1                     | 3                     | 2                     |
| 2002.          | Осмина финала         | 16                    | 4                     | 1                     | 1                     | 2                     | 6                     | 7                     |
| 2006.          | 1. коло               | 18                    | 3                     | 1                     | 0                     | 2                     | 2                     | 2                     |
| 2010.          | Четвртфинале          | 8                     | 5                     | 1                     | 3                     | 1                     | 3                     | 2                     |
| 2014.          | Није се квалификовала | Није се квалификовала | Није се квалификовала | Није се квалификовала | Није се квалификовала | Није се квалификовала | Није се квалификовала | Није се квалификовала |
| 2018.          | Није се квалификовала | Није се квалификовала | Није се квалификовала | Није се квалификовала | Није се квалификовала | Није се квалификовала | Није се квалификовала | Није се квалификовала |
| 2022.          | Није се квалификовала | Није се квалификовала | Није се квалификовала | Није се квалификовала | Није се квалификовала | Није се квалификовала | Није се квалификовала | Није се квалификовала |
| Укупно         | 8/22                  |                       | 27                    | 7                     | 10                    | 10                    | 30                    | 38                    |

### Амерички куп
| - 1916. до 1920. - Није учествовала - 1921. - 4. место - 1922. - 2. место - 1923. - 3. место - 1924. - 3. место - 1925. - 3. место - 1926. - 4. место - 1927. - Повукла се - 1929. - 2. место - 1935. - Повукла се - 1937. - 4. место - 1939. - 3. место - 1941. - Повукла се - 1942. - 4. место - 1945. - Повукла се - 1946. - 3. место - 1947. - 2. место - 1949. - 2. место - 1953. - Победник - 1955. - 5. место |  | - 1956. - 5. место - 1957. - Повукла се - 1959. - 3. место - 1959. - 5. место - 1963. - 2. место - 1967. - 4. место - 1975. - 1. коло - 1979. - Победник - 1983. - Полуфинале - 1987. - 1. коло - 1989. - 4. место - 1991. - 1. коло - 1993. - Четвртфинале - 1995. - Четвртфинале - 1997. - Четвртфинале - 1999. - Четвртфинале - 2001. - 1. коло - 2004. - Четвртфинале - 2007. - Четвртфинале - 2011. - Четвртфинале |

## Пријатељске утакмице
| Парагвај                     | 2:1    | Перу        |
| ---------------------------- | ------ | ----------- |
| Ромеро 70’, · Гонзалес 90+2’ | Детаљи | Гуереро 74’ |

| Перу            | 2:1    | Парагвај       |
| --------------- | ------ | -------------- |
| Аскуез 73’, 81’ | Детаљи | Санта Круз 42’ |

## Састав наСветском првенству 2010.
Селектор:  Херардо Мартино
| Број       | Име               | Датум рођења       | Клуб                   | Наступи (голови) | Дебитовао                           |
| Голмани    | Голмани           | Голмани            | Голмани                | Голмани          | Голмани                             |
| ---------- | ----------------- | ------------------ | ---------------------- | ---------------- | ----------------------------------- |
| 1          | Хусто Виљар       | 30. јун 1977.      | Ваљадолид              | 72 (0)           | Гватемала, 3. март 1999.            |
| 12         | Дијего Барето     | 16. јул 1981.      | Серо Портењо           | 3 (0)            | Костарика, 8. јул 2004.             |
| 22         | Алдо Бобадиља     | 20. април 1976.    | Индепендијенте Медељин | 19 (0)           | Гватемала, 15. октобар 1999.        |
| Одбрана    |                   |                    |                        |                  |                                     |
| 2          | Дарио Верон       | 26. јун 1979.      | УНАМ пумас             | 28 (0)           | Јужна Кореја, 27. јануар 2001.      |
| 3          | Клаудио Морел     | 2. фебруар 1978.   | Бока јуниорс           | 27 (0)           | Боливија, 3. новембар 1999.         |
| 4          | Денис Каниза      | 29. август 1974.   | Леон                   | 97 (1)           | Чиле, 9. октобар 1996.              |
| 5          | Хулио Касерес     | 5. октобар 1979.   | Атлетико Минеиро       | 62 (2)           | Енглеска, 17. април 2002.           |
| 6          | Карлос Бонет      | 2. октобар 1977.   | Олимпија               | 30 (1)           | Нигерија, 26. март 2002.            |
| 14         | Пауло Да Силва    | 1. фебруар 1980.   | Сандерленд             | 70 (2)           | Боливија, 27. јул 2002.             |
| 17         | Аурелијано Торес  | 16. јун 1982.      | Сан Лоренцо            | 28 (2)           | Костарика, 8. јул 2004.             |
| 21         | Антолин Алкараз   | 30. јул 1982.      | Виган атлетик          | 4 (0)            | Оман, 19. новембар 2008.            |
| Средњи ред |                   |                    |                        |                  |                                     |
| 8          | Едгар Барето      | 15. јул 1984.      | Аталанта               | 47 (1)           | Костарика, 8. јул 2004.             |
| 11         | Хонатан Сантана   | 19. октобар 1981.  | Волфсбург              | 23 (0)           | Боливија, 20. јун 2007.             |
| 13         | Енрике Вера       | 10. март 1979.     | Атлас                  | 27 (2)           | Мексико, 25. март 2007.             |
| 15         | Виктор Касерес    | 25. март 1981.     | Либертад               | 26 (0)           | Мексико, 5. јун 2007.               |
| 16         | Кристијан Риверос | 16. октобар 1982.  | Сандерленд             | 48 (8)           | Еквадор, 4. мај 2005.               |
| 20         | Нестор Ортигоза   | 7. октобар 1984.   | Аргентинос јуниорс     | 5 (0)            | Венецуела, 10. октобар 2009.        |
| Напад      |                   |                    |                        |                  |                                     |
| 7          | Оскар Кардозо     | 20. мај 1983.      | Бенфика                | 29 (4)           | Аустралија, 7. октобар 2006.        |
| 9          | Роке Санта Круз   | 16. август 1981.   | Манчестер сити         | 69 (21)          | Мексико, 28. април 1999.            |
| 10         | Едгар Бенитез     | 8. новембар 1987.  | Пачука                 | 12 (1)           | Саудијска Арабија, 20. август 2008. |
| 18         | Нелсон Валдез     | 28. новембар 1983. | Борусија Дортмунд      | 38 (9)           | Костарика, 8. јул 2004.             |
| 19         | Лукас Бариос      | 13. новембар 1984. | Борусија Дортмунд      | 3 (3)            | Ирска, 25. мај 2010.                |
| 23         | Родолфо Гамара    | 10. децембар 1988. | Либертад               | 3 (0)            | 2010.                               |